# Усадьба Арефьева
Усадьба Арефьева — архитектурный ансамбль, расположенный в городе Верхотурье, Свердловской области.
Решением Совета народных депутатов № 75 от 18 февраля 1991 года присвоен статус памятника архитектуры регионального значения.

## Архитектура
Ансамбль зданий усадьбы является образцом городской застройки начала XX века. В архитектуре традиции классицизма сочетаются с формами народного зодчества. В составе комплекса всего две постройки, непосредственно жилой дом и амбар.
Дом с мезонином расположен на красной линии улицы Ленина, в юго-восточной части города на левой стороне реки Туры. Строительные работы велись с 1905 по 1910 год. Собственником был священник Троицкого собора П. Д. Арефьев.
Одноэтажный на высоком подклёте сруб покрыт вальмовой кровлей с ложным мезонином. Усложнен двумя крыльцами и прирубленным объёмом туалета. Уличный юго-западный фасад расчленён перерубом и прорезан проёмами: каждая часть в три оси. Третий справа — проём входа с поднятой крылечной площадкой (в 2000-х годах перестроена в балкон). Окна украшены наличниками с прямоугольной лобовой доской, развитым карнизом и геометризованным трактовкой декора. Северо-восточный дворовый фасад асимметрично прорезан шестью окнами. Второй проём справа — входной, он выделен крыльцом с козырьком.
Амбар расположен во дворе рядом с домом с тыльной стороны. Два сруба, поставленные параллельно друг другу с интервалом проезда между ними, покрыты единой двускатной кровлей (разобрана).